# Cezary Miszta
Cezary Miszta, né le 30 octobre 2001 à Łuków en Pologne, est un footballeur polonais qui évolue au poste de gardien de but au Rio Ave FC.

## Biographie

### Carrière en club
Né à Łuków en Pologne, Cezary Miszta est formé au Legia Varsovie. Il commence toutefois sa carrière au Radomiak Radom, où il est prêté en février 2020, jusqu'à la fin de la saison.
De retour au Legia, il joue son premier match avec l'équipe première le 2 novembre 2020, lors d'une rencontre d'Ekstraklasa de la saison 2020-2021 face au Warta Poznań. Il entre en jeu à la place d'Artur Boruc, lors de cette rencontre qui se termine par la victoire des siens (0-3). Doublure de Boruc, son idole, lors de ses débuts avec le Legia, il est considéré comme un grand espoir du club et certains observateurs annoncent qu'il sera meilleur que Radosław Majecki, ancien jeune gardien du club.
Il glane son premier titre en étant sacré champion de Pologne en 2021,,.
Miszta est titularisé lors de la Supercoupe de Pologne qui a lieu le 17 juillet 2021 et où le Legia affronte le Raków Częstochowa. Les deux équipes se neutralisent (1-1) avant de se départager lors d'une séance de tirs au but durant laquelle son équipe est battue.
Le 29 janvier 2024, Cezary Miszta est prêté jusqu'à la fin de la saison au Rio Ave FC, au Portugal,.
Le 29 juin 2024, Miszta s'engage définitivement avec le Rio Ave après son prêt de six mois, malgré un faible temps de jeu (1 seul match joué). Il signe alors un contrat de trois ans, soit jusqu'en juin 2027,.

### En sélection
Cezary Miszta représente l'équipe de Pologne des moins de 19 ans, jouant six matchs en 2019 avec cette sélection.
Il joue son premier match avec l'équipe de Pologne espoirs contre l'Arabie saoudite, le 26 mars 2021. Titulaire ce jour-là, son équipe s'impose largement (7-0 score final).

## Palmarès

### En club
Legia Varsovie
- Championnat de Pologne (1) :
  - Champion : 2020-21.

- Supercoupe de Pologne :
  - Finaliste : 2021.